# Главный комитет об устройстве сельского состояния
Главный комитет об устройстве сельского состояния — высший исполнительный и законодательный орган Российской империи, созданный «для приведения к общим началам устройства и управления всего сельского или крестьянского состояния в государстве», который существовал с 19 февраля 1861 года по 25 мая 1882 года и состоял в непосредственном ведении Государя Императора. Одновременно с его созданием был закрыт Главный комитет по крестьянскому делу, подготовивший крестьянскую реформу от 19 февраля 1861 года отменившую крепостное право в России.

## Законодательные функции
Законодательные функции ГК заключались прежде всего в следующем:
1) рассмотрении законопроектов, составляемых в дополнение Положения 19 февраля.
2) составление и рассмотрение предположений об устройстве крестьян государственных, дворцовых, удельных, заводских и всех других.
3) в составление и рассмотрение общего сельского устава и общих предположений, касающихся сельских сословий. 
По делам этого рода Главный комитет об устройстве сельского состояния комитет действовал на правах департамента государственного совета; заключения его вносились в общее собрание Государственного Совета и затем поступали на высочайшее усмотрение. 

## Исполнительные функции
В качестве органа исполнительного, ГК имел своей задачей наблюдение за приведением в действие Положений 19 февраля и др. крестьянских положений, а также «разъяснение могущих возникнуть при сем вопросов и недоразумений».
В связи с последней обязанностью комитета находилась и деятельность его по рассмотрению представлений министра внутренних дел Российской Империи о необходимости разъяснить смысл и дух закона или о невозможности буквального применения закона к данному делу (например к искам крестьян о землях, купленных ими, во время крепостного права, на имя помещиков), равно как и жалоб на решения министра внутрених дел по делам о поземельном и хозяйственном устройстве крестьян. По этим исполнительным делам ГК комитет руководствовался правилами, установленными для других подобных комитетов, например комитета министров: журналы его представлялись непосредственно государю, в подлиннике. Исполнение по ним производилось в государственной канцелярии. 
В свое время Главный комитет об устройстве сельского состояния оказал существенно важные услуги, охраняя, насколько это от него зависело, интересы крестьян и оставаясь верным общему духу Положений 19 февраля 1861 года. Если в последнее 10-летие существования комитета законодательная деятельность его находилась в застое, то это зависело от господствовавшего тогда взгляда на крестьянский вопрос, как окончательно разрешенный и не требующий дальнейших мероприятий со стороны правительства Российской империи. 

## Роспуск
Два десятилетия спустя было признано, что Главный комитет об устройстве сельского состояния, как особое установление, выполнил свою задачу и что есть «необходимость сблизить дела об устройстве сельского состояния с общим порядком производства дел законодательных, правительственных и судебных». По этим мотивам, данный орган, указом от 25 мая 1882 года был упразднён, при чём обсуждение законодательных предположений было возложено на соответствующие департаменты Государственного Совета, ближайшее наблюдение за введением в действие издаваемых о крестьянах законах было оставлено на обязанности министра внутренних дел и других министров, а все прочие обязанности ГК были возложены на 1-й департамент Правительствующего сената, в котором для этой цели образовано было особое крестьянское отделение, в 1884 году выделившееся в особый департамент сената (второй). 

## Состав
Председателем ГК был Великий Князь Константин Николаевич. В состав комитета входили непременные члены — министры внутренних дел, государственных имуществ, финансов, юстиции, двора, главноуправляющий II отделением и начальник III отделения Собственной Его Императорского Величества канцелярии — и члены, назначенные по особому Высочайшему повелению. 
В качестве последних назначены были граф Д. Н. Блудов, действительный тайный советник Н. И. Бахтин и генерал-адъютант К. В. Чевкин; в 1862 году к ним подключились князь П. П. Гагарин и граф В. Н. Панин. 
В 1864 году комитет лишился графа Блудова, место которого занял один из главных разработчиков крестьянской реформы Н. А. Милютин (по 1871 год). В 1867 году из комитета вышел граф Панин, в 1869 году — князь Гагарин и Бахтин, и в том же году в состав его вступил С. М. Жуковский, который был и управляющим делами комитета. 
В 1872 году в комитете, кроме непременных членов, остались только Жуковский и Чевкин; место последнего в 1875 году занял А. А. Абаза, который в 1877 года остался единственным членом комитета по особому назначению; в 1878 году к нему был присоединён граф Михаил Христофорович Рейтерн.